# 蘭迪·富比士

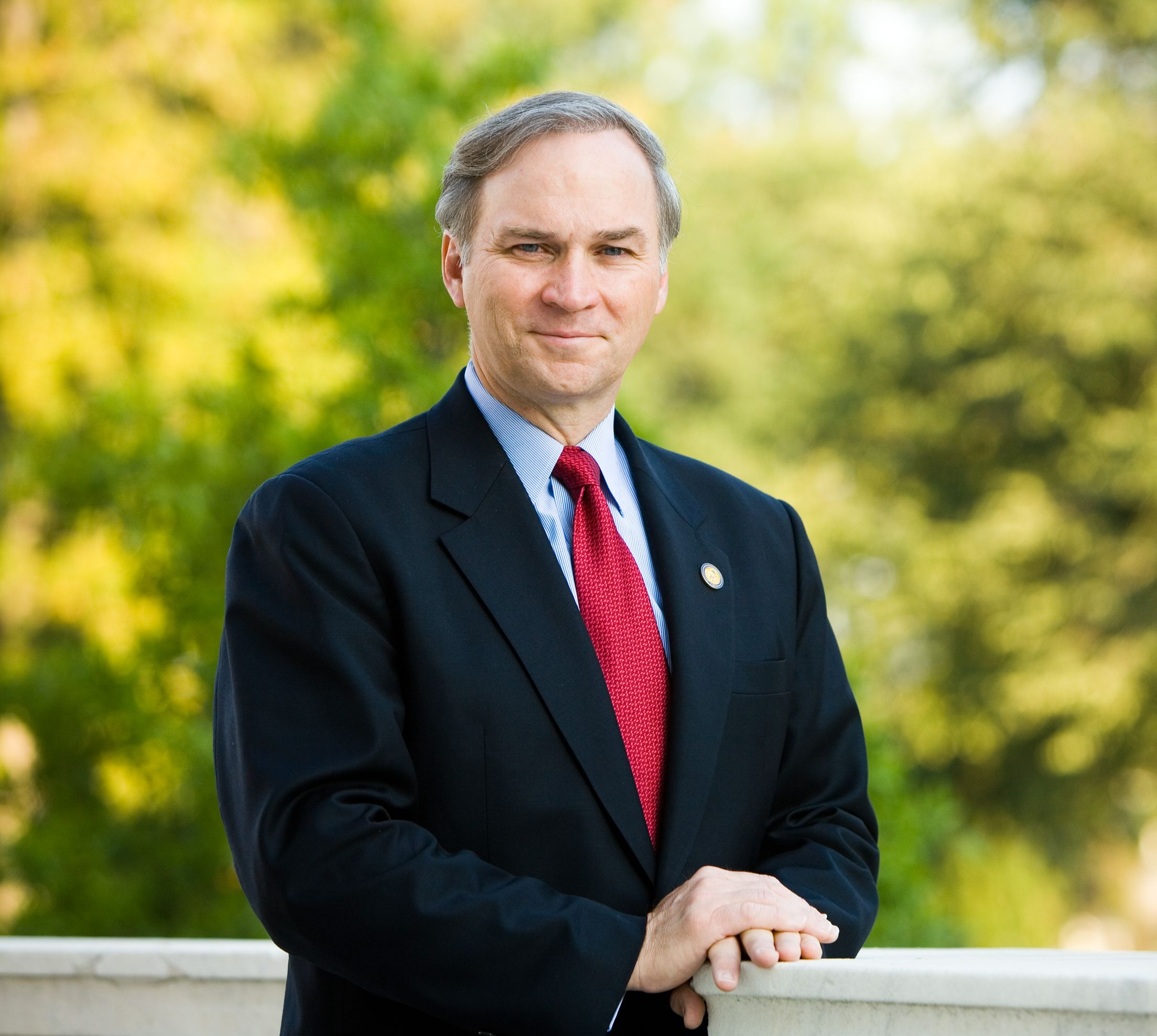
2007年的蘭迪·富比士

蘭迪·富比士（Randy Forbes；1952年2月17日—）是美國的一位政治人物。自2001年開始，他是維吉尼亞州第4選舉區選出的美國眾議院議員。他的黨籍是共和黨。富比士也是維吉尼亞州共和黨的主席。